# Пам'ятник Якубу Коласу
Пам'ятник Якубу Коласу — пам'ятник на честь народного поета Білорусі Якуба Коласа, одного з найвидатніших літературних діячів країни. Розташований на одній з центральних площ столиці Білорусі Мінська.

## Історія
Після смерті класика білоруської літератури Якуба Коласа в 1956 році колишню площу Комаровського в Мінську перейменували на його честь. У 1972 з нагоди 90-річчя від дня народження пісняра в центрі площі, на місці колишнього скульптурного зображення атома, були встановлені бронзові фігури народного поета і героїв його творів.

## Опис
Просторова композиція монумента складається з трьох скульптурних груп. У центрі сидить всенародно улюблений білоруський поет Якуб Колас. Він зображений у задумі, підперши голову рукою, а на плече накинуте пальто. Деякі вважають його занадто великим, так як висота фігури вісім метрів. З двох сторін від головного пам'ятника містяться фігури героїв творів автора: Дід Талаш і Симон Музика. Монумент розташований в невеликому сквері, засадженому стрункими білими берізками й блакитними ялинами, завдяки чому він чудово виглядає в будь-який час року. З боків розташовані невеликі фонтани, стилізовані під житній колос. Тут збирається й відпочиває молодь, фотографуються гості міста. Над композицією працював радянський скульптор Азгур Заїр Ісакович.